# 言ったじゃないか/CloveR
『言ったじゃないか/CloveR』（いったじゃないか/クローバー）は、関ジャニ∞の30作目のシングル。2014年10月15日にINFINITY RECORDSから発売された。

## 概要
- 前作『ER2』[注 2]から約2か月振りのリリース。
- CDは初回限定盤A・B、通常盤の3形態で発売。
- 表題曲「言ったじゃないか」は、メンバーの錦戸亮が主演するTBS系日曜劇場『ごめんね青春!』の主題歌である[12]。
  - 25thシングル『ココロ空モヨウ』以来5作振り、通算8曲目のシングルでのバンド曲である。
  - 同曲は、グループ魂のギタリストであり脚本家の宮藤官九郎と銀杏BOYZのボーカルの峯田和伸からの楽曲提供である[12]。
- 表題曲「CloveR」は、メンバーの大倉忠義が出演する東宝配給映画『クローバー』の主題歌である[13]。
- その他、通常盤のカップリングとして「ふたつ手と手」を収録[11]。
- 2014年8月25日にレコード会社と所属レーベルを以前のテイチクエンタテインメントの『インペリアルレコード』からジェイ・ストーム内の自主レーベル『INFINITY RECORDS』へ移籍し、初の作品であり、初のシングルである[10]。
- 初回限定盤には特典DVDを付属。
  - 初回限定盤Aには、表題曲「言ったじゃないか」のミュージック・ビデオとメイキング映像を収録[11]。
  - 初回限定盤Bには、表題曲「CloveR」のミュージック・ビデオとメイキング映像を収録[11]。
- 本作の初回限定盤または通常盤をCDショップ対象店にて1枚購入につき、オリジナルバッグチャーム（言ったじゃないかver.・クローバーver.）とオリジナルステッカーのいずれかが当たる店頭抽選会が実施された[14]。
- 初回限定盤と通常盤の初回プレス分には、本作と翌月以降に発売された7thアルバム『関ジャニズム』、31stシングル『がむしゃら行進曲』の3作連動応募企画として、2015年1月10日に京セラドーム大阪にて開催されたラジオ公開録音『関ジャニ∞のレコメン! ラジオ史上最大の公開録音スペシャル』[15][16]と、メンバーのメッセージが入った2015年のオリジナルカレンダー『完全撮り下ろし プレミアムA3カレンダー』のどちらかに応募でき、これらに外れた場合に、2009年から2010年にかけて放送されていた自身の冠番組であるテレビ朝日系『関パニ』を模した完全撮り下ろしのバラエティ企画『関パミニ』がストリーミング再生で視聴可能な「応募ID」が封入された[17]。
- 本作の発売を記念して開催されたイベントに関しては、本項「#発売記念イベント」を参照。
- 2024年1月1日、デビュー20周年を記念し、過去にリリースされた全楽曲が各種音楽ダウンロードサービス、サブスクリプションサービスで配信されることに伴い、表題曲「言ったじゃないか」と「CloveR」がベストアルバム『GR8EST』の収録曲、同年1月24日には同曲がアルバム『関ジャニ∞の元気が出るCD!!』の収録曲として配信開始され、同年1月31日には本作の全収録曲の配信も開始された[18][19][20]。

### 各形態概要
| 曲名         | 形態  | 形態  | 形態 |
| 曲名         | 初回A | 初回B | 通常 |
| ------------ | ----- | ----- | ---- |
| ふたつ手と手 | ×     | ×     | ○    |

| 特典内容 | 形態                   |
| --- | ---------------------- |
| 店頭抽選会 - 言ったじゃないか賞：オリジナルバッグチャーム（言ったじゃないかver.）（全7色） - CloveR賞：オリジナルバッグチャーム（クローバーver.）（全7色） - 特別賞：∞ステッカー | 全形態                 |
| 3タイトル連動応募券 | 全形態（初回プレス分） |
| 特典DVD（詳細は「#特典DVD」を参照） | 初回限定盤A・B         |
| 三方背ケース仕様 | 初回限定盤A・B         |
| 三方背ケース仕様 | 通常盤（初回プレス分） |

## 販売形態
- 発売日：2014年10月15日
  - 初回限定盤A（JACA-5500~5501：CD+DVD）
    - 三方背ケース仕様
    - 3タイトル連動応募券封入

  - 初回限定盤B（JACA-5502~5503：CD+DVD）
    - 三方背ケース仕様
    - 3タイトル連動応募券封入

  - 通常盤（JACA-5504：CD）
    - 三方背ケース仕様（初回プレス分のみ）
    - 3タイトル連動応募券封入（初回プレス分のみ）
- 発売日：2019年7月12日
  - 通常盤：十五催ハッピープライス盤（JSNC-1530：CD）
    - 自身の配信アプリ『関ジャニ∞アプリ』対応のため、15%オフでの再発売。
- 発売日：2024年1月31日
  - 配信作品
    - デビュー20周年を記念した音楽ダウンロードサービスおよびサブスクリプションサービスでの配信[18][19][20]。

## チャート成績

### シングルチャート順位
- オリコンチャート
  - 初週271,021枚を売り上げ、2014年10月27日付の「オリコン週間 CDシングルランキング」で週間1位を獲得した[2][3]。
    - 17作連続、通算25作目のシングル1位となった[2]。

  - 累計293,862枚を売り上げ、2014年10月度「オリコン月間 CDシングルランキング」で月間2位を獲得した[4]。
  - 累計308,369枚を売り上げ、2014年度「オリコン年間 CDシングルランキング」で年間20位を獲得した[5]。
- Billboard JAPAN
  - 2014年10月22日公開の「Billboard JAPAN Top Singles Sales」で週間1位を獲得した[6]。
  - 2014年度「Billboard Japan Top Singles Sales Year End」で年間6位を獲得した[7]。

### 各曲チャート順位
- Billboard JAPAN
  - 2014年10月22日公開の「Billboard Japan Hot 100」で「言ったじゃないか」が週間1位を獲得した[8]。
  - 2014年度「Billboard Japan Hot 100 Year End」で「言ったじゃないか」が年間24位を獲得した[9]。

## 収録曲

### CD
※各形態最終トラックにSecret Talkを収録。

#### 初回限定盤A・通常盤・配信
※「ふたつ手と手」以降、通常盤・配信作品のみ収録。
1. 言ったじゃないか - [4:57]
作詞：宮藤官九郎
作曲：峯田和伸
編曲：大西省吾、Peach
  - TBS系日曜劇場『ごめんね青春!』主題歌[12]
  - 宮藤官九郎と銀杏BOYZの峯田和伸からの楽曲提供[12]。
2. CloveR - [4:31]
作詞・作曲：GAKU
編曲：Peach
  - 東宝配給映画『クローバー』主題歌[13]
3. ふたつ手と手 - [3:32]
作詞・作曲：GAKU
編曲：久米康嵩
4. 言ったじゃないか (オリジナル・カラオケ)
5. CloveR (オリジナル・カラオケ)
6. ふたつ手と手 (オリジナル・カラオケ)

#### 初回限定盤B（CD）
1. CloveR
2. 言ったじゃないか

### 特典DVD

#### 初回限定盤A（特典DVD）
| #         | タイトル                         | 作詞  | 作曲・編曲 | 時間  |
| --------- | -------------------------------- | ----- | ---------- | ----- |
| 1.        | 「言ったじゃないか」(Music Clip) |       |            | 4:57  |
| 2.        | 「言ったじゃないか」(Making)     |       |            | 10:26 |
| 合計時間: | 合計時間:                        | 15:23 |            |       |

#### 初回限定盤B（特典DVD）
| #         | タイトル               | 作詞  | 作曲・編曲 | 時間 |
| --------- | ---------------------- | ----- | ---------- | ---- |
| 1.        | 「CloveR」(Music Clip) |       |            | 4:30 |
| 2.        | 「CloveR」(Making)     |       |            | 8:00 |
| 合計時間: | 合計時間:              | 12:30 |            |      |

## 楽曲提供者
- 宮藤官九郎（グループ魂）
  - 「言ったじゃないか」（作詞）
- 峯田和伸（銀杏BOYZ）
  - 「言ったじゃないか」（作曲）

## 参加ミュージシャン
※アルバム『関ジャニ∞の元気が出るCD!!』のクレジットより。
言ったじゃないか
- Drums：濵﨑大地
- E.Bass：前原利次
- E.Guitar / all other instruments：大西省吾、Peach

CloveR
- Drums：濵﨑大地
- E.Bass：前原利次
- Strings：クラッシャー木村ストリングス
- E.Guitar / all other instruments：Peach

## 収録作品

### アルバム
言ったじゃないか
- 8thアルバム『関ジャニ∞の元気が出るCD!!』
- 2ndベストアルバム『GR8EST』

CloveR
- 8thアルバム『関ジャニ∞の元気が出るCD!!』
- 2ndベストアルバム『GR8EST』

### 映像作品

#### ライブ映像
言ったじゃないか
- 12thライブDVD/Blu-ray『関ジャニズム LIVE TOUR 2014≫2015』
- 13thライブDVD/Blu-ray『関ジャニ∞リサイタル お前のハートをつかんだる!!』
- 14thライブDVD/Blu-ray『関ジャニ∞の元気が出るLIVE!!』
- 16thライブDVD/Blu-ray『関ジャニ'sエイターテインメント』
- 39thシングル『奇跡の人』（期間限定盤 特典DVD）
- 18thライブDVD/Blu-ray『関ジャニ'sエイターテインメント GR8EST』
- 10thアルバム『8BEAT』（初回限定 -Road to Re:LIVE- 盤 特典DVD）
- 20thライブDVD/Blu-ray『KANJANI'S Re:LIVE 8BEAT』

※完全生産限定-Road to Re:LIVE-盤の特典DVD/Blu-rayにも収録。
- 23rdライブBlu-ray/DVD『超ARENA TOUR 2024 SUPER EIGHT』（完（CAN）全生産限定盤 特典Blu-ray/DVD）

※完（CAN）全生産限定盤・初回限定盤の『SUPER EIGHTアプリ』限定配信特典にも収録。

CloveR
- 12thライブDVD/Blu-ray『関ジャニズム LIVE TOUR 2014≫2015』
- 18thライブDVD/Blu-ray『関ジャニ'sエイターテインメント GR8EST』
- 24thライブBlu-ray/DVD『超DOME TOUR 二十祭』

ふたつ手と手
- 12thライブDVD/Blu-ray『関ジャニズム LIVE TOUR 2014≫2015』

#### ミュージック・ビデオ
言ったじゃないか
- 2ndベストアルバム『GR8EST』（完全限定豪華盤 特典DVD）

CloveR
- 2ndベストアルバム『GR8EST』（完全限定豪華盤 特典DVD）

## 受賞
言ったじゃないか
- 第83回 ザテレビジョンドラマアカデミー賞 ドラマソング賞 第3位（ごめんね青春!）
  - 読者票で第2位、ザテレビジョン記者票では第1位を記録し、総合順位で第3位を獲得した。

## 発売記念イベント
『INFINITY RECORDS 出陣式』（インフィニティ・レコーズ しゅつじんしき）は、2014年10月14日に東京・六本木ヒルズアリーナで開催された、本作のリリースにより自身の自主レーベル『INFINITY RECORDS』より初めて作品がリリースされることを記念したイベント。

### 開催概要
- 本イベントは、2014年8月25日に前レコード会社であるテイチクエンタテインメントを契約満了し、自主レーベル『INFINITY RECORDS』を設立し[23]、第1弾作品となる本作の発売を記念したイベントである[22]。
- 本イベントの会場には約1200人の観客が動員した[24]。
- 本イベントでは「公開記者会見」として、舞台上で着席し質疑応答を行った[25]。同年でデビュー10周年を迎え自主レーベルを立ち上げたことについて、メンバーのコメントは以下の通り[25]。
  - 横山「皆さんのおかげ。ここからがまたスタート」
  - 渋谷「今までやってきたことをより濃くしていって、自分たちはコレだと胸を張ってやり抜いていきたい」
  - 錦戸「楽しいことを皆さんに提示、共有したい」
  - 大倉「今まで以上にチャレンジしていきたい」
  - 安田「（7thアルバムのタイトルである）『関ジャニズム』という言葉と関ジャニ∞らしさをファンの皆と発信していきたい」
  - 村上「チャレンジ精神は関ジャニ∞の原点。それを忘れずにいきたい」

### セットリスト
1. CloveR
2. 言ったじゃないか